# Anthology (Michael Jackson)
Anthology è una raccolta della Motown del cantante statunitense Michael Jackson, contenente diversi successi e alcuni pezzi inediti e rari, sia di Michael Jackson che dei Jackson 5, risalenti al periodo 1969-1975. L'album fu originalmente pubblicato nel 1986 e poi ristampato nel 1995 con il titolo Anthology Series: The Best of Michael Jackson e una scaletta leggermente diversa, oltre che con l'aggiunta di alcuni brani in versioni rare e mai pubblicate risalenti al periodo 1972/1973. Nel 2008, per celebrare i 50 anni dell'artista, la compilation è stata nuovamente edita, ma questa volta con il titolo Gold e una scaletta sensibilmente diversa.

## Tracce
1. Got to Be There – 3:23
2. Rockin' Robin – 2:31
3. Ain't No Sunshine – 4:09
4. Maria (You Were the Only One) – 3:41
5. I Wanna Be Where You Are – 2:58
6. Girl, Don't Take Your Love from Me – 3:46
7. Love Is Here and Now You're Gone – 2:51
8. Ben – 2:44
9. People Make the World Go 'Round – 3:15
10. Shoo-Be-Doo-Be-Doo-Da-Day – 3:21
11. With a Child's Heart – 3:34
12. Everybody's Somebody's Fool – 2:59
13. In Our Small Way – 3:39
14. All the Things You Are – 2:59
15. You Can Cry on My Shoulder – 2:39
16. The Jackson 5 – Maybe Tomorrow – 4:41 (The Corporation)
17. The Jackson 5 – I'll Be There – 3:57 (Berry Gordy Jr, Bob West, Hal Davis, Willie Hutch)
18. The Jackson 5 – Never Can Say Goodbye – 3:00 (Clifton Davis)
19. The Jackson 5 – It's Too Late to Change the Time – 3:57 (Leon Ware, Pam Sawyer)
20. The Jackson 5 – Dancing Machine – 2:29 (Dean Parks, Don Fletcher, Hal Davis)
21. When I Come of Age
22. Dear Michael – 2:35
23. Music and Me – 2:38
24. You Are There – 3:21
25. One Day in Your Life – 4:15
26. Love's Gone Bad
27. That's What Love Is Made of
28. Who's Looking for a Lover
29. Lonely Teardrops
30. We're Almost There – 3:42
31. Take Me Back – 3:24
32. Just a Little Bit of You – 3:10
33. Melodie
34. I'll Come Home to You – 3:02
35. If'N I Was a God
36. Happy – 3:25 – Love Theme from Lady Sings the Blues
37. Don't Let It Get You Down
38. Call on Me
39. To Make My Father Proud
40. Farewell My Summer Love

## Classifica
| Classifica (1986) | Posizione raggiunta |
| ----------------- | ------------------- |
| Francia           | 17                  |